# Ringer-Weltmeisterschaften 2013
Die Ringer-Weltmeisterschaften 2013 fanden vom 16. bis 22. September 2013 im ungarischen Budapest statt.
Budapest war bereits 1958 (griechisch-römischer Stil), 1985 (freier Stil), 1986 und 2005 Austragungsort von Ringer-Weltmeisterschaften. Europameisterschaften im Ringen fanden in Budapest 1911, 1927, 1931, 1983, 1996, 2000 und 2001 statt. Das Turnier fand in der 2003 eröffneten Papp László Budapest Sportaréna statt, in der auch die Weltmeisterschaften 2005 ausgetragen wurden.

## Zeitplan
- 16. September: 55 kg Freistil, 66 kg Freistil und 96 kg Freistil
- 17. September: 60 kg Freistil, 84 kg Freistil und 120 kg Freistil
- 18. September: 74 kg Freistil, 48 kg Frauen und 51 kg Frauen
- 19. September: 55 kg Frauen, 59 kg Frauen, 63 kg Frauen
- 20. September: 67 kg Frauen, 72 kg Frauen, 55 kg Greco
- 21. September: 60 kg Greco, 84 kg Greco, 96 kg Greco
- 22. September: 66 kg Greco, 74 kg Greco, 120 kg Greco

## Griechisch-römischer Stil

### Ergebnisse

#### Kategorie bis 55 kg
| Platz | Land               | Sportler                 |
| ----- | ------------------ | ------------------------ |
| 1     | Nordkorea          | Yun Won-chol             |
| 2     | Südkorea           | Choi Gyu-jin             |
| 3     | Ungarn             | Peter Modos              |
| 3     | Armenien           | Roman Amojan             |
| 5     | Vereinigte Staaten | Spenser Mango            |
| 5     | Russland           | Iwan Tatarinow           |
| 7     | Kirgisistan        | Kanybek Dscholtschubekow |
| 8     | Aserbaidschan      | Orxan Əhmədov            |
|       |                    |                          |
| 23    | Deutschland        | Lukas Höglmeier          |

Datum: 20. September 2013

Weltmeister 2011: Rövşən Bayramov, Aserbaidschan

Olympiasieger 2012: Hamid Soryan Reihanpour, Iran

Teilnehmer: 33

#### Kategorie bis 60 kg
| Platz | Land               | Sportler           |
| ----- | ------------------ | ------------------ |
| 1     | Bulgarien          | Iwo Angelow        |
| 2     | Russland           | Iwan Kujlakow      |
| 3     | Südkorea           | Woo Seung-jae      |
| 3     | Usbekistan         | Elmurat Tasmuradow |
| 5     | Kasachstan         | Almat Kebispajew   |
| 5     | Polen              | Edward Barsegjan   |
| 7     | Japan              | Kazuma Kuramoto    |
| 8     | Vereinigte Staaten | Jesse Thielke      |

Datum: 21. September 2013

Weltmeister 2011: Omid Haji Noroozi, Iran

Olympiasieger 2012: Omid Haji Noroozi, Iran

Teilnehmer: 39

#### Kategorie bis 66 kg
| Platz | Land          | Sportler              |
| ----- | ------------- | --------------------- |
| 1     | Südkorea      | Ryu Han-su            |
| 2     | Russland      | Islambek Albijew      |
| 3     | Deutschland   | Frank Stäbler         |
| 3     | Indien        | Sandeep Yadav         |
| 5     | Serbien       | Aleksandar Maksimović |
| 5     | Aserbaidschan | Həsən Əliyev          |
| 7     | Griechenland  | Vladimiros Matias     |
| 8     | Iran          | Afshin Byabangard     |
|       |               |                       |
| 34    | Österreich    | Benedikt Puffer       |

Datum: 22. September 2013

Weltmeister 2011: Saeid Mourad Abdvali, Iran

Olympiasieger 2012: Kim Hyeon-woo, Südkorea

Teilnehmer: 39

#### Kategorie bis 74 kg
| Platz | Land                | Sportler              |
| ----- | ------------------- | --------------------- |
| 1     | Südkorea            | Kim Hyeon-woo         |
| 2     | Russland            | Roman Wlassow         |
| 3     | Türkei              | Emrah Kus             |
| 3     | Armenien            | Arsen Dschulfalakjan  |
| 5     | Dänemark            | Mark Overgaard Madsen |
| 5     | Finnland            | Veli-Karri Suominen   |
| 7     | Ukraine             | Nikolai Daragan       |
| 8     | Volksrepublik China | Bin Yang              |
|       |                     |                       |
| 31    | Deutschland         | Florian Neumaier      |
|       |                     |                       |
| 36    | Schweiz             | Jonas Bossert         |
| 36    | Österreich          | Florian Marchl        |

Datum: 22. September 2013

Weltmeister 2011: Roman Wlassow, Russland

Olympiasieger 2012: Roman Wlassow, Russland

Teilnehmer: 39

#### Kategorie bis 84 kg
| Platz | Land          | Sportler                |
| ----- | ------------- | ----------------------- |
| 1     | Iran          | Taleb Nariman Nematpour |
| 2     | Aserbaidschan | Saman Tahmasebi         |
| 3     | Ungarn        | Viktor Lőrincz          |
| 3     | Belarus       | Jawid Hamsatow          |
| 5     | Polen         | Damian Janikowski       |
| 5     | Finnland      | Rami Hietaniemi         |
| 7     | Kroatien      | Nenad Žugaj             |
| 8     | Armenien      | Maxim Manukjan          |
|       |               |                         |
| 29    | Österreich    | Michael Wagner          |
| 29    | Deutschland   | Eugen Ponomartschuk     |

Datum: 21. September 2013

Weltmeister 2011: Alim Selimow, Belarus

Olympiasieger 2012: Alan Chugajew, Russland

Teilnehmer: 35

#### Kategorie bis 96 kg
| Platz | Land          | Sportler                |
| ----- | ------------- | ----------------------- |
| 1     | Russland      | Nikita Melnikow         |
| 2     | Armenien      | Artur Aleksanjan        |
| 3     | Aserbaidschan | Schalwa Gadabadse       |
| 3     | Ungarn        | Balázs Kiss             |
| 5     | Japan         | Norikatsu Saikawa       |
| 5     | Iran          | Mahdi Aliyari Feyzabadi |
| 7     | Kasachstan    | Jerulan Iskakow         |
| 8     | Finnland      | Timo Kallio             |
|       |               |                         |
| 26    | Deutschland   | Oliver Hassler          |

Datum: 21. September 2013

Weltmeister 2011: Elis Guri, Albanien

Olympiasieger 2012: Ghasem Rezaei, Iran

Teilnehmer: 37

#### Kategorie bis 120 kg
| Platz | Land               | Sportler            |
| ----- | ------------------ | ------------------- |
| 1     | Iran               | Amir Ali-Akbari     |
| 2     | Estland            | Heiki Nabi          |
| 3     | Türkei             | Rıza Kayaalp        |
| 3     | Kasachstan         | Nurmachan Tinalijew |
| 5     | Schweden           | Johan Eurén         |
| 5     | Ungarn             | Mihály Deák Bárdos  |
| 7     | Vereinigte Staaten | Robert Smith        |
| 8     | Deutschland        | Eduard Popp         |

Datum: 22. September 2013

Weltmeister 2011: Rıza Kayaalp, Türkei

Olympiasieger 2012: Mijaín López, Kuba

Teilnehmer: 27

## Freistil

### Ergebnisse

#### Kategorie bis 55 kg
| Platz | Land               | Sportler            |
| ----- | ------------------ | ------------------- |
| 1     | Iran               | Hassan Rahimi       |
| 2     | Indien             | Amit Kumar          |
| 3     | Russland           | Nariman Israpilow   |
| 3     | Türkei             | Sezer Akgül         |
| 5     | Kasachstan         | Rasul Kalijew       |
| 5     | Vereinigte Staaten | Angel Escobedo      |
| 7     | Frankreich         | Zoheir El Quarragqe |
| 8     | Kirgisistan        | Altinbek Alimbajew  |
|       |                    |                     |
| 11    | Deutschland        | Marcel Ewald        |

Datum: 16. September 2013

Weltmeister 2011: Wiktor Lebedew, Russland

Olympiasieger 2012: Dschamal Otarsultanow, Russland

Teilnehmer: 34

#### Kategorie bis 60 kg
| Platz | Land               | Sportler                  |
| ----- | ------------------ | ------------------------- |
| 1     | Russland           | Bechan Goigerejew         |
| 2     | Bulgarien          | Wladimir Dubow            |
| 3     | Iran               | Masoud Esmailpourjouybari |
| 3     | Indien             | Barjang Barjang           |
| 5     | Armenien           | Artur Arakeljan           |
| 5     | Mongolei           | Enchsaichany Njam-Otschir |
| 7     | Puerto Rico        | Franklin Gómez            |
| 8     | Vereinigte Staaten | Reece Humphrey            |

Datum: 17. September 2013

Weltmeister 2011: Bessik Kuduchow, Russland

Olympiasieger 2012: Toğrul Əsgərov, Aserbaidschan

Teilnehmer: 39

#### Kategorie bis 66 kg
| Platz | Land        | Sportler                  |
| ----- | ----------- | ------------------------- |
| 1     | Armenien    | Dawit Safarjan            |
| 2     | Kuba        | Liván López Azcuy         |
| 3     | Mongolei    | Gandsorigiin Mandachnaran |
| 3     | Russland    | Magomed Kurbanalijew      |
| 5     | Georgien    | Konstantin Chabalaschwili |
| 5     | Nordkorea   | Kang Jin-hyeok            |
| 7     | Deutschland | Saba Javad Bolaghi        |
| 8     | Kanada      | Haislan Garcia Veranes    |
|       |             |                           |
| 37    | Schweiz     | Steven Graf               |

Datum: 16. September 2013

Weltmeister 2011: Mehdi Taghavi, Iran

Olympiasieger 2012: Tatsuhiro Yonemitsu, Japan

Teilnehmer: 40

#### Kategorie bis 74 kg
| Platz | Land               | Sportler                           |
| ----- | ------------------ | ---------------------------------- |
| 1     | Vereinigte Staaten | Jordan Burroughs                   |
| 2     | Iran               | Essatollah Abbas Akbarizarinkolaei |
| 3     | Belarus            | Ali Schabanau                      |
| 3     | Usbekistan         | Raschid Kurbanow                   |
| 5     | Indien             | Narasingh Yadav                    |
| 5     | Georgien           | Jakob Makaraschwili                |
| 7     | Japan              | Sohsuke Takatani                   |
| 8     | Aserbaidschan      | Cəbrayıl Həsənov                   |
|       |                    |                                    |
| 25    | Deutschland        | Andrej Shyyka                      |
|       |                    |                                    |
| 36    | Österreich         | Georg Marchl Jun.                  |

Datum: 18. September 2013

Weltmeister 2011: Jordan Burroughs, Vereinigte Staaten

Olympiasieger 2012: Jordan Burroughs, Vereinigte Staaten

Teilnehmer: 39

#### Kategorie bis 84 kg
| Platz | Land        | Sportler                  |
| ----- | ----------- | ------------------------- |
| 1     | Ukraine     | Ibragim Aldatow           |
| 2     | Kuba        | Reineris Salas Perez      |
| 3     | Iran        | Ehsan Lashgari            |
| 3     | Ungarn      | István Veréb              |
| 5     | Spanien     | Taymuraz Friev Naskideava |
| 5     | Belarus     | Murad Gaidarow            |
| 7     | Deutschland | Gabriel Seregelyi         |
| 8     | Mongolei    | Orgodolyn Üitümen         |
|       |             |                           |
| 12    | Schweiz     | Marco Riesen              |

Datum: 17. September 2013

Weltmeister 2011: Scharif Scharifow, Aserbaidschan

Olympiasieger 2012: Scharif Scharifow, Aserbaidschan

Teilnehmer: 37

#### Kategorie bis 96 kg
| Platz | Land          | Sportler           |
| ----- | ------------- | ------------------ |
| 1     | Iran          | Reza Yazdani       |
| 2     | Aserbaidschan | Chetag Gasumow     |
| 3     | Ukraine       | Pawlo Oleinik      |
| 3     | Russland      | Ansor Boltukajew   |
| 5     | Georgien      | Dato Keraschwili   |
| 5     | Kirgisistan   | Aleksei Krupnjakow |
| 7     | Polen         | Kamil Skaskiewicz  |
| 8     | Japan         | Takeshi Yamaguchi  |
|       |               |                    |
| 20    | Deutschland   | William Harth      |

Datum: 16. September 2013

Weltmeister 2011: Reza Yazdani, Iran

Olympiasieger 2012: Jakob Varner, Vereinigte Staaten

Teilnehmer: 33

#### Kategorie bis 120 kg
| Platz | Land                | Sportler              |
| ----- | ------------------- | --------------------- |
| 1     | Russland            | Chadschimurad Gazalow |
| 2     | Ukraine             | Alen Sassejew         |
| 3     | Georgien            | Geno Petriaschwili    |
| 3     | Türkei              | Taha Akgül            |
| 5     | Vereinigte Staaten  | Tervel Dlagnev        |
| 5     | Volksrepublik China | Deng Zhiwei           |
| 7     | Rumänien            | Rareș Chintoan        |
| 8     | Aserbaidschan       | Jamaladdin Magomedow  |
|       |                     |                       |
| 23    | Deutschland         | Johannes Kessel       |

Datum: 17. September 2013

Weltmeister 2011: Alexei Schemarow, Belarus

Olympiasieger 2012: Artur Taymazov, Usbekistan

Teilnehmer: 29

## Frauen

### Ergebnisse

#### Kategorie bis 48 kg
| Platz | Land                | Sportler                    |
| ----- | ------------------- | --------------------------- |
| 1     | Japan               | Eri Tōsaka                  |
| 2     | Venezuela           | Mayelis Caripá              |
| 3     | Vereinigte Staaten  | Alyssa Lampe                |
| 3     | Volksrepublik China | Xu Cheng                    |
| 5     | Frankreich          | Mélanie Lesaffre            |
| 5     | Polen               | Anna Lukasiak               |
| 7     | Kasachstan          | Tatjana Amantschol-Bakatjuk |
| 8     | Nordkorea           | Pak Yong-mi                 |
|       |                     |                             |
| 16    | Deutschland         | Jaqueline Schellin          |

Datum: 18. September 2013

Weltmeisterin 2012: Wanessa Kaladschinskaja, Belarus

Olympiasiegerin 2012: Hitomi Obara, Japan

Teilnehmerinnen: 29

#### Kategorie bis 51 kg
| Platz | Land                | Sportler                 |
| ----- | ------------------- | ------------------------ |
| 1     | Volksrepublik China | Sun Yanan                |
| 2     | Mongolei            | Erdenetschimegiin Sumjaa |
| 3     | Kanada              | Jessica MacDonald        |
| 3     | Nordkorea           | So Sim-hyang             |
| 5     | Vereinigte Staaten  | Victoria Anthony         |
| 5     | Ukraine             | Julija Blahynja          |
| 7     | Belarus             | Iryna Kuratschkina       |
| 8     | Senegal             | Isabelle Sambou          |
|       |                     |                          |
| 15    | Deutschland         | Nina Hemmer              |

Datum: 18. September 2013

Weltmeisterin 2012: Jessica MacDonald, Kanada

Olympiasiegerin 2012: nicht olympisch

Teilnehmerinnen: 23

#### Kategorie bis 55 kg
| Platz | Land               | Sportler                   |
| ----- | ------------------ | -------------------------- |
| 1     | Japan              | Saori Yoshida              |
| 2     | Schweden           | Sofia Mattsson             |
| 3     | Russland           | Waleria Koblowa-Scholobowa |
| 3     | Ungarn             | Emese Barka                |
| 5     | Ukraine            | Irina Husjak               |
| 5     | Bulgarien          | Maja Schristowa            |
| 7     | Vereinigte Staaten | Helen Maroulis             |
| 8     | Mongolei           | Sündewiin Bjambatseren     |
|       |                    |                            |
| 24    | Deutschland        | Nicole Hauptmann           |

Datum: 19. September 2013

Weltmeisterin 2012: Saori Yoshida, Japan

Olympiasiegerin 2012: Saori Yoshida, Japan

Teilnehmerinnen: 29

#### Kategorie bis 59 kg
| Platz | Land          | Sportler               |
| ----- | ------------- | ---------------------- |
| 1     | Ungarn        | Marianna Sastin        |
| 2     | Bulgarien     | Tajbe Jusein           |
| 3     | Mongolei      | Tungalagiin Mönchtujaa |
| 3     | Aserbaidschan | Julija Ratkewitsch     |
| 5     | Ukraine       | Tatjana Lawrentschuk   |
| 5     | Japan         | Ayaka Ito              |
| 7     | Kirgisistan   | Aissuluu Tynybekowa    |
| 8     | Brasilien     | Joice Souza da Silva   |
|       |               |                        |
| 21    | Österreich    | Martina Riegler        |

Datum: 19. September 2013

Weltmeisterin 2012: Zhang Lan, Volksrepublik China

Olympiasiegerin 2012: nicht olympisch

Teilnehmerinnen: 25

#### Kategorie bis 63 kg
| Platz | Land               | Sportler                   |
| ----- | ------------------ | -------------------------- |
| 1     | Japan              | Kaori Ichō                 |
| 2     | Mongolei           | Sorondsonboldyn Battsetseg |
| 3     | Kasachstan         | Jekatarina Larjonowa       |
| 3     | Vereinigte Staaten | Elena Pirozhkova           |
| 5     | Kolumbien          | Jackeline Rentería         |
| 5     | Russland           | Anastassija Brattschikowa  |
| 7     | Polen              | Monika Ewa Michalik        |
| 8     | Italien            | Maria Diana                |
|       |                    |                            |
| 17    | Österreich         | Laura Raffler              |

Datum: 19. September 2013

Weltmeisterin 2012: Elena Pirozhkova, Vereinigte Staaten

Olympiasiegerin 2012: Kaori Ichō, Japan

Teilnehmerinnen: 28

#### Kategorie bis 67 kg
| Platz | Land                | Sportler                 |
| ----- | ------------------- | ------------------------ |
| 1     | Ukraine             | Alina Stadnyk-Machynja   |
| 2     | Kanada              | Stacie Anaka             |
| 3     | Mongolei            | Otschirbatyn Nasanburmaa |
| 3     | Japan               | Sara Doshō               |
| 5     | Deutschland         | Aline Focken             |
| 5     | Volksrepublik China | Zhou Zhangting           |
| 7     | Lettland            | Laura Skujina            |
| 8     | Kolumbien           | Leidy Izquierdo Mendez   |

Datum: 20. September 2013

Weltmeisterin 2012: Adeline Gray, Vereinigte Staaten

Olympiasiegerin 2012: nicht olympisch

Teilnehmerinnen: 24

#### Kategorie bis 72 kg
| Platz | Land                | Sportler            |
| ----- | ------------------- | ------------------- |
| 1     | Volksrepublik China | Zhang Fengliu       |
| 2     | Russland            | Natalja Worobjewa   |
| 3     | Mongolei            | Otschirbatyn Burmaa |
| 3     | Vereinigte Staaten  | Adeline Gray        |
| 5     | Türkei              | Yasemin Adar        |
| 5     | Moldau              | Swetlana Sajenko    |
| 7     | Kanada              | Erica Wiebe         |
| 8     | Frankreich          | Cynthia Vescan      |

Datum: 20. September 2013

Weltmeisterin 2012: Jenny Fransson, Schweden

Olympiasiegerin 2012: Natalja Worobjowa, Russland

Teilnehmerinnen: 25